# تپه قارلق (ک - ۳۶)
تپه قارلق (ک - ۳۶) مربوط به دوران پیش از تاریخ ایران باستان تا دوران‌های تاریخی پس از اسلام است و در شهرستان هرسین، روستای قارلق واقع شده و این اثر در تاریخ ۲۴ فروردین ۱۳۸۲ با شمارهٔ ثبت ۸۱۵۰ به‌عنوان یکی از آثار ملی ایران به ثبت رسیده است.